# Robotica
Всеукраїнський STEM-фестиваль «ROBÓTICA» — це сімейний фестиваль освітніх інновацій та сучасних технологій. Традиційно відбувається в останній датах травня та триває два вихідні дні. Головною подією фестивалю є проведення Національного відбіркового етапу на найпрестижнішу Всесвітню олімпіаду World Robot Olympiad.
Організатор — ГО "Міжнародна організація «Інноваційні освітні технології» [Архівовано 31 січня 2019 у Wayback Machine.].
Співорганізатор — STEM-школа INVENTOR [Архівовано 31 січня 2019 у Wayback Machine.].
В основі фестивалю лежить STEM-підхід: учасники використовують здобуті теоретичні знання та конструюють і програмують роботів для вирішення складних технічних завдань.
Місія фестивалю — розкрити креативний потенціал дітей та допомогти усвідомити кожній дитині, що потрібно мріяти та вірити в свої сили. Довести, що мрії можуть втілюватися в реальність та кожен хлопчик чи дівчинка можуть винайти вічний двигун, полетіти в космос, створити шедевр і стати ким захочеться. В руках дітей майбутнє та вони мають безліч можливостей змінити цей світ.

## Історія
Перший фестиваль відбувся у 2009 році. За 13 років участь у Національних змаганнях з робототехніки взяли 14 000 дітей, фестиваль відвідало 146 000 гостей. Формат заходу включає: освітню складову (змагання), велике сімейне свято, турніри, конкурси та інтерактивні зони.  
Зі збільшенням масштабу заходу, змінювалися і місця проведення та умови участі.
- 2009 — 2010 роки олімпіада проходила в НТУУ КПІ
- 2010 — 2013 — Палац спорту
- 2014 — НСК «Олімпійський»
- 2015 — 2017 — Палац спорту
- 2018 — 2019 — ВДНГ

З 2018 року Всеукраїнський STEM-фестиваль «ROBÓTICA» має власну пісню-гімн та оновлений логотип.
- 2020 — Вперше за історію STEM-фестивалю пройшов Online чемпіонат ROBOTICA.

У зв'язку з пандемією коронавірусу COVID-19 в Україні та світі і запровадженню карантину організаторам фестивалю довелось змістити дату та формат проведення Всеукраїнського STEM-фестивалю «ROBÓTICA».
У 2020 році фестиваль було проведено у форматі онлайн-змагання з трансляцією на Facebook-сторінці ROBOTICA. Змагання мали дві вікові категорії та поділялись за трьома конкурсними категоріями відповідно до рівня складності. Участь у online-заході взяли 22 команди з усієї України.
- 2021 — ВДНГ
- 2022 — Online
- 2023 — Inventor School
- 2024 —
- 2025 — The Challenge

## Аудиторія
Аудиторія Всеукраїнського STEM-фестивалю «ROBÓTICA» не має обмежень. Формат події підходить для всіх вікових груп.
Діти віком до 2 років можуть відвідувати фестиваль безкоштовно.
Участь в олімпіаді, конкурсах та турнірах потребує попередньої реєстрації, глядачі можуть придбати квиток навіть в день заходу та повболівати за команди, відвідати виставки, інтерактивні зони.

## Програма фестивалю
Фестиваль чітко поділяється на дві складові:
- змагання, турніри та конкурси, які проходять в окремому приміщенні
- відкрита розважальна територія для всіх відвідувачів
Щороку фестиваль присвячено певній актуальній світовій науково-технологічній проблемі, яка задається темою WRO та реалізується у всіх конкурсах і турнірах.  
В рамках фестивалю проводяться наступні змагання, турніри та конкурси:
- Національний етап Всесвітньої олімпіади з робототехніки (WRO) [Архівовано 9 серпня 2020 у Wayback Machine.]
- Всеукраїнська олімпіада з робототехніки для початкової школи за категорією WRO WeDo 2.0 [Архівовано 9 серпня 2020 у Wayback Machine.]
- Змагання роботів, створених з конструктора LEGO Mindstorms за правилами категорій Сумо та Слалом [Архівовано 9 серпня 2020 у Wayback Machine.]
- Змагання роботів, створених з конструктора LEGO WeDo 2.0 за правилами категорії Сумо [Архівовано 9 серпня 2020 у Wayback Machine.]
- Науково-технічний турнір за міжнародною програмою FIRST LEGO League Junior [Архівовано 9 серпня 2020 у Wayback Machine.]
- Дитячий архітектурний конкурс з LEGO / Архітектура by INVENTOR [Архівовано 9 серпня 2020 у Wayback Machine.]
- Виставка-конкурс творчих робіт з LEGO [Архівовано 31 січня 2019 у Wayback Machine.]
- ROBOART для дошкільнят [Архівовано 9 серпня 2020 у Wayback Machine.]

Кожне змагання та конкурс має свій відповідний віковий поділ та рекомендації відповідно до вимог Всесвітньої асоціації WRO. Всі змагання конкурсних категорій завершуються урочистим нагородженням переможців та всіх учасників.
З 2022 року плануються доповнення:
- Конкурс GameDev Challenge
- Турнір «CITY Robots»

Деталі та умови участі оновлюються наприкінці лютого кожного року на офіційному сайті .
На відкритій території в постійному режимі працюють інтерактивні розважальні зони (зони з роботами, стенди спеціалізованих навчальних закладів, зона наукових експериментів), ярмарок, фуд-корти та інше.
Окрему увагу слід приділити зоні співорганізатора фестивалю STEM-школи INVENTOR, де представлені демо навчальних курсів для дітей віком 3-16 років. На зоні в доступній формі як дітям, так і батькам, розповідають про робототехніку, конструювання та програмування роботів та дають можливість оцінити переваги навчання з конструкторами LEGO.

## Досягнення українських команд на Robotica та World Robot Olympiad
Під час сімейного STEM-фестиваль «ROBÓTICA» проводиться національний відбір на найпрестижнішу олімпіаду з робототехніки — World Robot Olympiad.  
За 11 років українські команди-переможці фестивалю Robotica здобули такі результати:
| Рік  | Країна проведення WRO       | Досягнення українських команд |
| 2009 | Південна Корея              | VI місце у світі та Кубок суддівських симпатій |
| 2010 | Філіппіни                   | Кубок за найкреативнішого робота |
| 2011 | Об'єднанні Арабські Емірати | Шість із шести українських команд увійшли до 16 кращих команд світу, кожна у своїй категорії змагань |
| 2012 | Малайзія                    | VII місце у світі |
| 2013 | Індонезія                   | Вихід до півфіналу |
| 2015 | Катар                       | I місце вихованця Технічної студії «Винахідник» у Всесвітній олімпіаді з робототехніки в категорії «Університети» |
| 2016 | Індія                       | Вихід до фіналу |
| 2017 | Коста-Ріка                  | 27 та 37 місце у Молодшій Лізі; 19 та 33 місце у Середній Лізі; 29 місце у Старшій Лізі |
| 2018 | Таїланд                     | I місце у Студентській категорії |
| 2019 | Угорщина                    | Національна збірна України з робототехніки увійшла до ТОП-16 країн світу |
| 2020 | Канада                      | І місце у Регулярній категорії Молодшої ліги команда клубу спортивної робототехніки «RoboMaker» І місце у новій категорії «Сюрприз» Молодшої ліги команда гурту з робототехніки «Op[ti]mum» ІІ місце «Сюрприз» Молодша ліга команда робоклубу «Вугледар» ІІ місце «Сюрприз» Середня ліга команда «Yellow Cat» |
| 2021 | Online                      | Українські команди Регулярної категорії увійшли в ТОП-10 країн світу П'яте місце Регулярна категорія Молодша ліга Десяте місце Регулярна категорія Середня ліга Восьме місце Регулярна категорія Старша ліга                                                                                                  |
| 2022 | Німеччина                   | Топ-20 Робомісія Середня та Старша ліга Топ-50 Робомісія Молодша ліга |
| 2023 | Республіка Панама           | Сьоме місце та Топ-30 Робомісія Середня ліга Топ-50 Робомісія Молодша ліга |

## Команди-переможці та результати WRO (2018–2024)
| Robotica 2018 |
| --- |
| - Старша ліга: команда «DON'T PANIC» - Середня ліга: команда «Dnipro Minds» (Дніпро) - Молодша ліга: - Команда «YOLO» (Київ) - Команда «Yellow Cat» (Київ) — 3 місце |

| World Robot Olympiad 2018 |
| --- |
| На Всесвітній олімпіаді з робототехніки у 2018 році українські команди здобули найкращий результат за 10 років. - 1 місце (Студентська категорія) — Олексій Ткаченко, Микола Серветник, Сергій Шелех, команда «Banana Milkshake». - 8 місце (Молодша ліга) — Єгор Лінов та Тимофій Сагатий, команда «Yellow Cat». Учасники від України: Студентська ліга - Banana Milkshake — 1 місце Учасники: Олексій Ткаченко, Микола Серветник, Сергій Шелех Олексій Ткаченко — переможець Всесвітньої олімпіади з робототехніки в студентській категорії (2018 рік). Він — випускник STEM-школи Inventor та неодноразово брав участь у STEM-фестивалі «ROBÓTICA». Наразі Олексій Ткаченко працює в компанії Google. Старша ліга - DON'T PANIC — 22 місце Учасники: Сергій Гребльов, Жданюк Святослав - FOOD KEEPER — 61 місце Учасники: Денис Нештенко, Владислав Гузієнко Середня ліга - DniproMinds — 14 місце Учасники: Вадим Сологуб, Владислав Гелета - Robots don't cry — 91 місце Учасники: Аліна Захарчук, Андрій Відейко, Данило Загоруйко Молодша ліга - Yellow Cat — 8 місце Учасники: Єгор Лінов, Сагатий Тимофій - YOLO — 28 місце Учасники: Антон Ткаченко, Андрій Жабровець Антон Ткаченко — брат Олексія Ткаченка, що був учасником команди яка зайняла 1 місце на WRO 2018 в Студентській категорії. Зараз Олексій готує свого брата Антона до робототехнічних змагань. |

| Robotica 2019 |
| --- |
| - Старша ліга: Dnipro Minds (Дніпро) - Середня ліга: Yellow Cat (Київ) - Молодша ліга: Робоклуб Вугледар (Вугледар) - Сумо WeDo 2.0: Зубр (Вінниця) - WRO WeDo 2.0: Грім та Блискавка (Запоріжжя) - Open категорія: Техно Город (Одеса) |

| World Robot Olympiad 2019 |
| --- |
| На Всесвітній олімпіаді з робототехніки у 2019 році Україна представила такі команди: 6 — у категорії Regular 2 — у категорії Open 1 — з Matrix футболу Наші команди увійшли у ТОП-16 країн світу з робототехніки. Для України WRO 2019 — це 10-та ювілейна олімпіада. Команда «Yellow Cat» взяла участь у Всесвітній олімпіаді з робототехніки і увійшла до ТОП-16 найкращих на планеті. Зауважимо тенденцію, що призові місця займають та покращують свої результати саме ті команди, що беруть участь у змаганнях регулярно та переходять з однієї категорії в іншу. |

| Robotica 2020 |
| --- |
| Команди-переможці STEM-фестивалю «ROBÓTICA» 2020: - Старша ліга: команда «RoboMaker.UA» (Київ) - Середня ліга: команда «Yellow Cat» (Київ) - Молодша ліга: команда «KyivRoboMaker» (Київ) |

| World Robot Olympiad 2020 |
| --- |
| На Всесвітній олімпіаді з робототехніки у 2020 році Україна представила найбільшу кількість команд у порівнянні з іншими роками — 14 (деякі команди брали участь одразу в двох категоріях): - 13 у категорії Regular - 4 у категорії Surprise Україна стала чемпіоном 2020 регулярної категорії — найскладнішої з усіх. Команда «UkraineRoboMaker» посіла перше місце з великим відривом і стала найкращою в світі. 5 команд зайшли до ТОП-8 в різних лігах. Це найбільше досягнення України за всі роки олімпіади. Українські команди чудово опанували нову категорію змагань «Surprise» та вибороли одне перше і два других місця. |

| Robotica 2021 |
| --- |
| Команди-переможці STEM-фестивалю «ROBÓTICA» 2021: - Старша ліга: команда «RoboMaker.UA» (Київ) - Середня ліга: команда «Op[ti]mum» (Кам'янка-Дніпровська) - Молодша ліга: команда «Робоклуб Вугледар» (Вугледар) |

| World Robot Olympiad 2021 |
| --- |
| Українські команди Регулярної категорії увійшли в ТОП-10 країн світу Восьме місце Регулярна категорія Старша ліга — RoboMaker.com.UA (Київ) Десяте місце Регулярна категорія Середня ліга — Op[ti]mum (Кам'янка-Дніпровська) П'яте місце Регулярна категорія Молодша ліга — Roboclub Vugledar (Вугледар) |

| Robotica 2022 |
| --- |
| Команди-переможці STEM-фестивалю «ROBÓTICA» 2022: - Старша ліга: команда «RoboMaker.com.UA» (Київ) - Середня ліга: команда «MAGIc drive» (Київ) - Молодша ліга: команда «MetalMind» (Черкаси) |

| World Robot Olympiad 2022 |
| --- |
| Чотирнадцяте місце Робомісія Старша ліга — RoboMaker.com.UA (Київ) Дев'ятнадцяте місце Робомісія Середня ліга — Op[ti]mum & Roboclub Vugledar (Кам'янка-Дніпровська, Вугледар) Сорок дев’яте місце Робомісія Молодша ліга — Roboclub Vugledar & MetalMind (Вугледар, Черкаси) |

| Robotica 2023 |
| --- |
| Команди-переможці STEM-фестивалю «ROBÓTICA» 2023: - Старша ліга: команда «Op[ti]mum» (Хуст) - Середня ліга: команда «PolitUA» (Новосілки, Київська область) - Молодша ліга: команда «Helsi» (Южноукраїнськ) |

| World Robot Olympiad 2023 |
| --- |
| Сьоме місце Робомісія Середня ліга — kyivrobomagic (Київ) Двадцять сьоме місце Робомісія Середня ліга — PolitUA (Новосілки, Київська область) Сорок восьме місце Робомісія Молодша ліга — Radobot (Київ |

| Robotica 2024 |
| --- |
| Команди-переможці STEM-фестивалю «ROBÓTICA» 2024: - Старша ліга: команда «AlterEgo» (Черкаси) - Середня ліга: команда «LvivRoboKids» (Львів) - Молодша ліга: команда «BBG» (Київ) |

## Співпраця
Всеукраїнський STEM-фестиваль «ROBÓTICA» відкритий до співпраці та спонсортва, всі бажаючі можуть підтримати українські команди в міжнародних змаганнях World Robot Olympiad.